# サンフランシスコ市警察

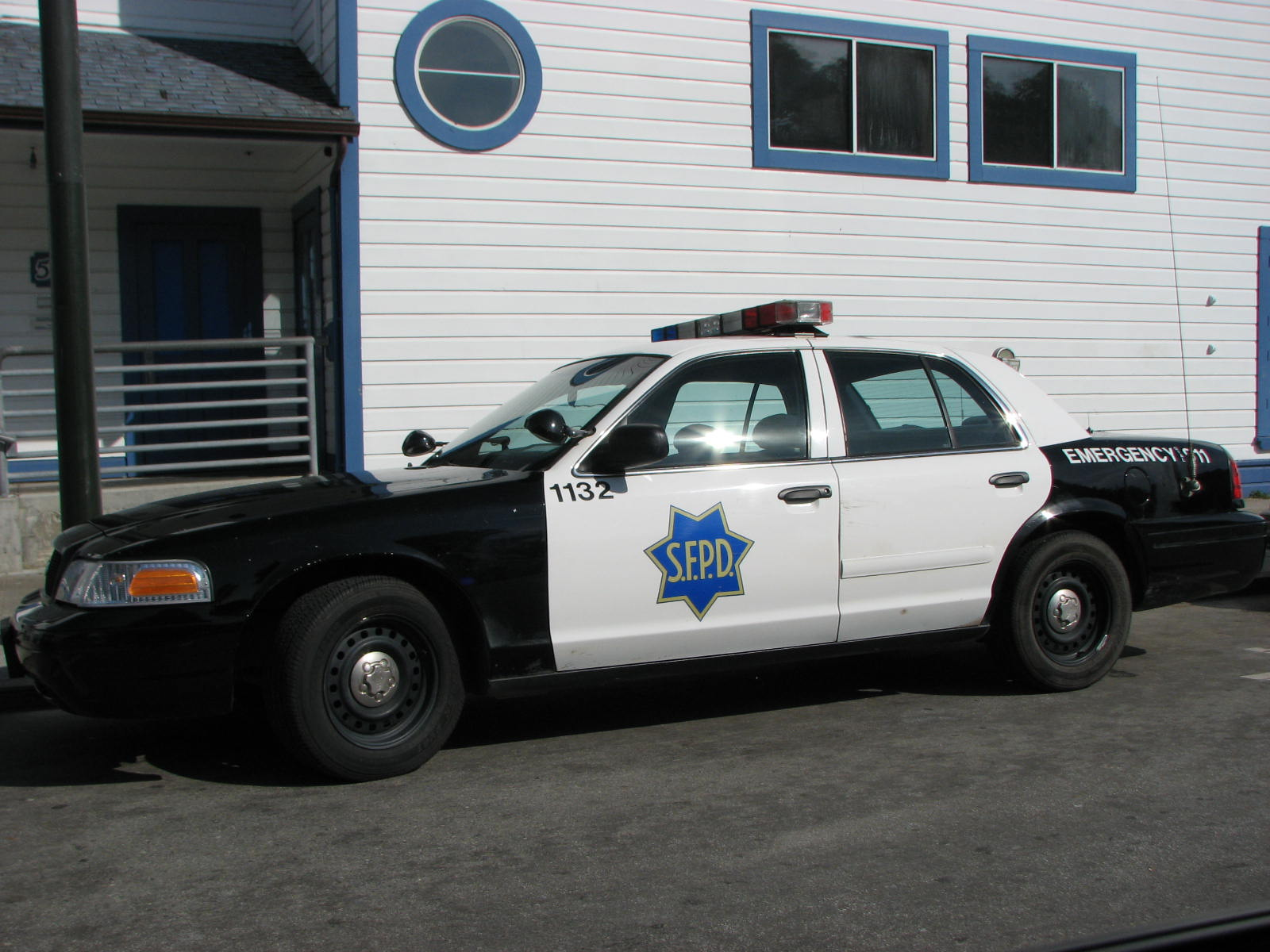
サンフランシスコ市警のパトロールカー

サンフランシスコ市警察（サンフランシスコしけいさつ、英語: San Francisco Police Department, SFPD）は、アメリカ合衆国カリフォルニア州サンフランシスコ市に本部を置く、アメリカ合衆国の警察である。同地は市郡制を採用しているため、市警察も、正確には市と郡を同じ管轄区域とする市・郡警察となる。

## 概要
サンフランシスコ市警察は、カリフォルニア州サンフランシスコに本部を持つ。独立した法執行機関であり、保安官局が令状の執行などを担当するのに対し、市警察は一般警察業務を分掌している。サンフランシスコ市警察の数はサンフランシスコ市保安官事務所とサンフランシスコ市消防を一緒に見積もると120万であり、これは昼間通勤人口、旅行者、観光客を含めると北米で2番目の密集人口である。国内では11番目に大きな警察組織である。モットーは、Gold in peace, iron in warである。

## 歴史
サンフランシスコ市警察は、1849年にカリフォルニア州サンフランシスコ市に警察組織として誕生した。

## 組織

### 警務部
サンフランシスコ市警察におけるさまざまな支援を行う部門。7つの部署に分かれている。
- 行動科学研究所
- 会計課
- 企画課
- リスク管理課
- 人事課
- 支援課
- 訓練教育課

### 空港部
1997年7月1日に設立。サンフランシスコ国際空港の警備を担当する（「サンフランシスコ国際空港警察」は存在しない）。

### 地域部
市周辺の犯罪防止を行う。
- 警ら隊
- 逃亡者追及隊
- 国土安全保障隊
- 青少年奉仕隊
- 交通課

### 刑事部
- 法医学課
- 経済捜査課
- 事件捜査課
- 少年課
- 麻薬課

### 執行部隊
SWAT、ホンダバイク部隊、対ギャング部隊、要人警護部隊を含む部隊で、SFPDの特殊部隊でもある。

## 階級
| Title           | Insignia |
| --------------- | -------- |
| Chief of Police |          |
| Assistant Chief |          |
| Deputy Chief    |          |
| Commander       |          |
| Captain         |          |
| Lieutenant      |          |
| Sergeant        |          |
| Inspecter       |          |
| Officer         |          |

## SFPDが舞台となる小説・映画など

### 映画
- 『ダーティハリーシリーズ』